# Hero (film 1983 Ghai)
Hero è un film del 1983 diretto da Subhash Ghai. Con protagonisti Jackie Shroff e Meenakshi Sheshadri.

## Trama
La storia inizia con Pasha che viene portato in prigione. Per uscire dalla situazione, scrive al suo miglior uomo, Jackie. Jackie va a Shrikanth Mathur e lo avverte. Quindi rapisce la figlia di Shrikanth, Radha. Le dice che è un ufficiale di polizia e che si innamorano; tuttavia, scopre che è un ragazzo. Tuttavia, non lo lascia ma lo esorta ad abbandonarsi. Trasformata dal vero amore, Jackie si arrende alla polizia e viene imprigionata per due anni.
Torna a casa, Radha racconta a suo fratello Daamodar tutta la verità. Per impedire a Radha di sposarsi con qualcun altro, chiama il suo amico Jimmy per mettere in mostra uno show che Radha e Jimmy amano l'un l'altro. Jimmy sbaglia la situazione e si innamora di Radha. Quando Jackie torna, comincia a lavorare in un garage e cerca di riformarsi. Nonostante tutto, Shrikanth lo spazza fuori della sua vita. Dopo molti giorni e gli eventi che seguono, Daamodar scopre che Jimmy è un contrabbandiere di droga. Dopo essere stato liberato dalla prigione, Pasha desidera vendetta contro Shrikanth e Jackie, quindi rapisce Radha, Shrikanth e Daamodar. Jackie arriva all'ultimo momento e li libera tutti. Alla fine Shrikanth permette a Radha di sposare Jackie.

## Colonna sonora
Testi di Anand Bakshi, musiche di Laxmikant Pyarelal.
1. Anuradha Paudwal, Manhar Udhas – Ding Dong – 8:27
2. Suresh Wadkar, Lata Mangeshkar – Mahobbat Ye Mahobbat – 6:45
3. Reshma – Lambi Judaai – 6:26
4. Lata Mangeshkar – Nindya Se Jaagi Bahaar – 6:18
5. Lata Mangeshkar, Manhar Udhas – Pyar Karne Wale Kabhi Darte Nahi – 5:55
6. Anuradha Paudwal, Manhar Udhas – Tu Mera Hero Hai – 8:03

## Remake
| Anno | Film       | Lingua  | Attori                               | Registi            |
| ---- | ---------- | ------- | ------------------------------------ | ------------------ |
| 1986 | Vikram     | Telugu  | Akkineni Nagarjuna, Sobhana          | V. Madhusudhan Rao |
| 1988 | Ranadheera | Kannada | V. Ravichandran, Kushboo, Ananth Nag | V. Ravichandran    |
| 2015 | Hero       | Hindi   | Sooraj Pancholi, Athiya Shetty       | Nikhil Advani      |